# قلب جيد
قلب جيد هو فيلم من نوع دراما وكوميديا أُصدر في 2009. الفيلم من توزيع ماغنوليا بيكتشرز، وهو من إخراج وسيناريو داجور كاري.

## القصة
تقع أحداث الفيلم في نيويورك. وقصة الفيلم الرئيسية حول التبرع بالأعضاء.

## طاقم التمثيل
- Craig Grant [الإنجليزية]‏
- نيكولا اخوانه
- داميان يانج
- Ed Wheeler ‏
- ستيفن ماكينلي هندرسون
- Bill Buell  [لغات أخرى]‏
- Steve Axelrod ‏
- Darren Foreman ‏
- لاري باين
- بول دانو
- براين كوكس
- سوزان بلومارت
- أيسيلد لي بيسكو
- ستيفاني زوستاك
- اندريه دو شيلدز
- كلارك ميدلتون [الإنجليزية]‏
- Edmund Lyndeck [الإنجليزية]‏

## الإنتاج
موسيقى الفيلم التصويرية كانت من تأليف Slowblow ‏.

## وصلات خارجية
- قلب جيد على موقع IMDb (الإنجليزية)
- قلب جيد على موقع ميتاكريتيك (الإنجليزية)
- قلب جيد على موقع روتن توميتوز (الإنجليزية)
- قلب جيد على موقع نتفليكس (الإنجليزية)
- قلب جيد على موقع ألو سيني (الفرنسية)
- قلب جيد على موقع Turner Classic Movies (الإنجليزية)
- قلب جيد على موقع أول موفي (الإنجليزية)
- قلب جيد على موقع بوكس أوفيس موجو (الإنجليزية)
- قلب جيد على موقع فيلمافينيتي (الإسبانية)
- قلب جيد على موقع قاعدة بيانات الأفلام السويدية (السويدية)